# Calamita melanorabdotus
"Calamita" melanorabdotus
Espèce
Statut de conservation UICN

 DD  : Données insuffisantes
"Calamita" melanorabdotus est une espèce d'amphibiens de la famille des Hylidae du Brésil dont la position taxonomique est incertaine (Incertae sedis).

## Publication originale
- Schneider, 1799 : Historiae amphibiorum naturalis et literariae fasciculus primus, vol. 1 (texte intégral).